# 乌拉迪米尔·尼克来耶维奇·孜缅科
乌拉迪米尔·尼克来耶维奇·孜缅科（1941年—）俄罗斯族，中国新疆昭苏县人，中国兽医。

## 简历
1956年，在天山牧场当兽医。后来又当站长。他每年为天山牧场内的2至3万头牲畜进行防疫、配种、选种等工作，曾获天山牧场、昭苏县的几十次表彰，后来还当选为昭苏县政协副主席。
1984年，他被推选为第六届全国政协委员，此后一直连任。每次到北京，他都会被国务委员司马义·艾买提及夫人邀请到家里做客。

## 家庭
- 父：尼科来·瓦西里维奇·孜缅科[1]